# カツカレー棒
カツカレー棒とは、札幌に拠点を置くとんかつ専門チェーン「とんかつの玉藤」が2010年3月より発売を開始した揚げ物惣菜。コシヒカリと独自のカレーを豚ヒレ肉で包み、衣をつけて棒状に揚げたもの。

## 概要
カツカレー棒は、とんかつの玉藤エスタ店（札幌エスタ地下一階）の惣菜コーナーにて、「ケータイするカツカレー」のキャッチコピーで2010年3月19日より販売が開始された。

同年8月26日に日本テレビ系列で放送のバラエティ番組『カミングアウトバラエティ!!秘密のケンミンSHOW』で取り上げられ、札幌のB級グルメとして全国に紹介された。

発案者である株式会社どうきゅうの玉藤チェーン部門担当の斉藤敏晴氏は、クルマでの移動中に手軽にカツカレーが食べられないか、と考えたのが開発のきっかけになったと、紹介された番組のインタビューなどで語っている。

現在は、札幌市内の玉藤各店で、持ち帰り専用としてカツカレー棒のみを販売。エスタ店総菜コーナーでは、カツカレー棒のほか同様のシリーズ商品として「大辛ハバネロカツカレー棒」「そばめし棒」「チーズドリア棒」などを販売している。

## メディアでの紹介
- 北海道新聞社　『北海道新聞』2010年3月24日朝刊、第1面「こだま」欄、記事「携帯版のカツカレー登場」掲載。
- FM北海道（AIR-G'）『leaf』（2010年4月1日放送）にて、カツカレー棒をリポート。
- 北海道文化放送（UHB）『のりゆきのトークDE北海道』（2010年4月28日放送）内の「春10,000歩　札幌eコウカー」コーナーにて、カツカレー棒を紹介。
- 角川マーケティング　『北海道Walker』2010年5月号、カツカレー棒の紹介記事を掲載[2]。
- 北海道放送（HBC）『NEWS1』（2010年5月18日放送）内の「何？コレ」コーナーにて、カツカレー棒を紹介。
- 札幌テレビ放送（STV）『朝6生ワイド』（2010年5月19日放送）内の「コレクル」コーナーにて、カツカレー棒を紹介。
- 北海道放送（HBC）『グッチーの 今日ドキッ!』（2010年5月19日放送）内の「ネホハホ～お店で食べるラー油グルメ続々」コーナーにて、肉みそラー油棒を紹介。
- トゥルーフードストーリー　『choi-plus(ちょいぷら)』vol.2 夏号（2010年6月10日発売）、カツカレー棒の家庭用レシピ記事を掲載。
- 讀賣テレビ放送（YTV）／日本テレビ系列　『カミングアウトバラエティ!! 秘密のケンミンSHOW』（2010年8月26日放送）内の「ローカルビジネスサテライト」コーナーにて、カツカレー棒を紹介。また、同日、浦和PARCOで開催の「秘密のケンミン館」でカツカレー棒を販売。
- 札幌テレビ放送（STV）『どさんこワイド』（2010年10月20日放送）内の「サツエキ刑事」コーナーにて、カツカレー棒シリーズ期間限定ver.を紹介[3]。
- 角川マーケティング　『北海道Walker』2010年11月号、肉みそラー油棒の紹介記事を掲載。
- 福島中央テレビ（FCT）『ゴジてれ Chu !』（2010年11月27日放送）にて、カツカレー棒を紹介。また、2010年12月3日～4日に福島中央テレビ40th FTC祭りのケンミン館コーナーに出店してカツカレー棒を販売。

## 関連商品
チーズドリア棒
とんかつの玉藤エスタ店が2010年4月29日に発売した第2弾商品。チーズとトマトスライスをカツで包んでいる。現在もエスタ店にて販売。
肉みそラー油棒
チーズドリア棒とともに発売した第2弾商品。ラー油と八丁味噌仕込みの肉みそをカツで包んでいる。現在は販売終了。
かぼちゃカツカレー棒
2010年10月15日～10月21日の期間限定でとんかつの玉藤エスタ店で販売していた。
栗チーズドリア棒
2010年10月15日～10月21日の期間限定でとんかつの玉藤エスタ店で販売していた。